# Michael Bocian
Michael Bocian (* 18. Juni 1953 in Cleveland) ist ein amerikanischer Gitarrist und Komponist, der sich zwischen Jazz, klassischer und Neuer Improvisationsmusik bewegt.

## Leben und Wirken
Bocian lernte ab dem zwölften Lebensjahr klassische Gitarre. Der Jazzgitarrist Bill De Arango, der in seiner Heimatstadt einen Musikladen hatte, wurde in den nächsten Jahren sein Mentor und trat mit ihm im lokalen Jazzclub Smiling Dog Saloon auf. Auch spielte er mit Joe Lovano, Skip Hadden, Jamey Haddad, James Emery und Ernie Krivda. Nachdem er einige Zeit in Kalifornien, auf den Bermudas, in Florida und Boston verbracht hatte, zog er 1975 nach New York, wo er die Band Universal Language mit Joe Lovano, Paul McCandless, Billy Drewes und Dennis Dotson gründete. 
In den 1990er Jahren bildete er ein Quartett mit Dewey Redman, Ed Blackwell und Rashied Ali; auch trat er lange Zeit im Trio mit Ed Schuller und Victor Jones auf. In der Gruppe Wood arbeitete er mit dem Bassisten Scott Lee, dem Klarinettisten Billy Drewes und wechselnden Geigern wie Jon Kass, Gregor Hübner oder Mark Feldman. Weiterhin  improvisierte er gemeinsam mit David Darling für die Alwin Nikolai Dance Company.
Unter seinem Namen hat er zwölf Alben veröffentlicht. Auch schrieb er ein Buch 25 Etudes for Contemporary Guitar (mit Begleit-CD, 2008).

## Diskographische Hinweise
- For This Gift (GM Recordings 1980, mit Paul McCandless, Dave Samuels, David Darling, Joe Lovano, Billy Drewes, Kenny Werner, Larry Porter sowie Judi Silvano)
- Go Groove (GM Recordings 1989, mit Fred Hersch, Ed Schuller, Rashid Ali)
- Reverence (Enja 1994, mit Dewey Redman, Cameron Brown, Skip Hadden)
- Premonition (Enja 1997)
- Stork on the Hudson: Michael Bocian Solo (Ulua 2006)
- A Play Beyond Maya (Ulua 2007, mit Ratzo Harris und Tom Rainey)
- Michael Bocian, Bill De Arango, Tom Rainey I Am the Blues (Ulua 2007, rec. 1994)
- The Five Elements (Ulua 2010)